# Keizerlijke Bibliotheek van Constantinopel

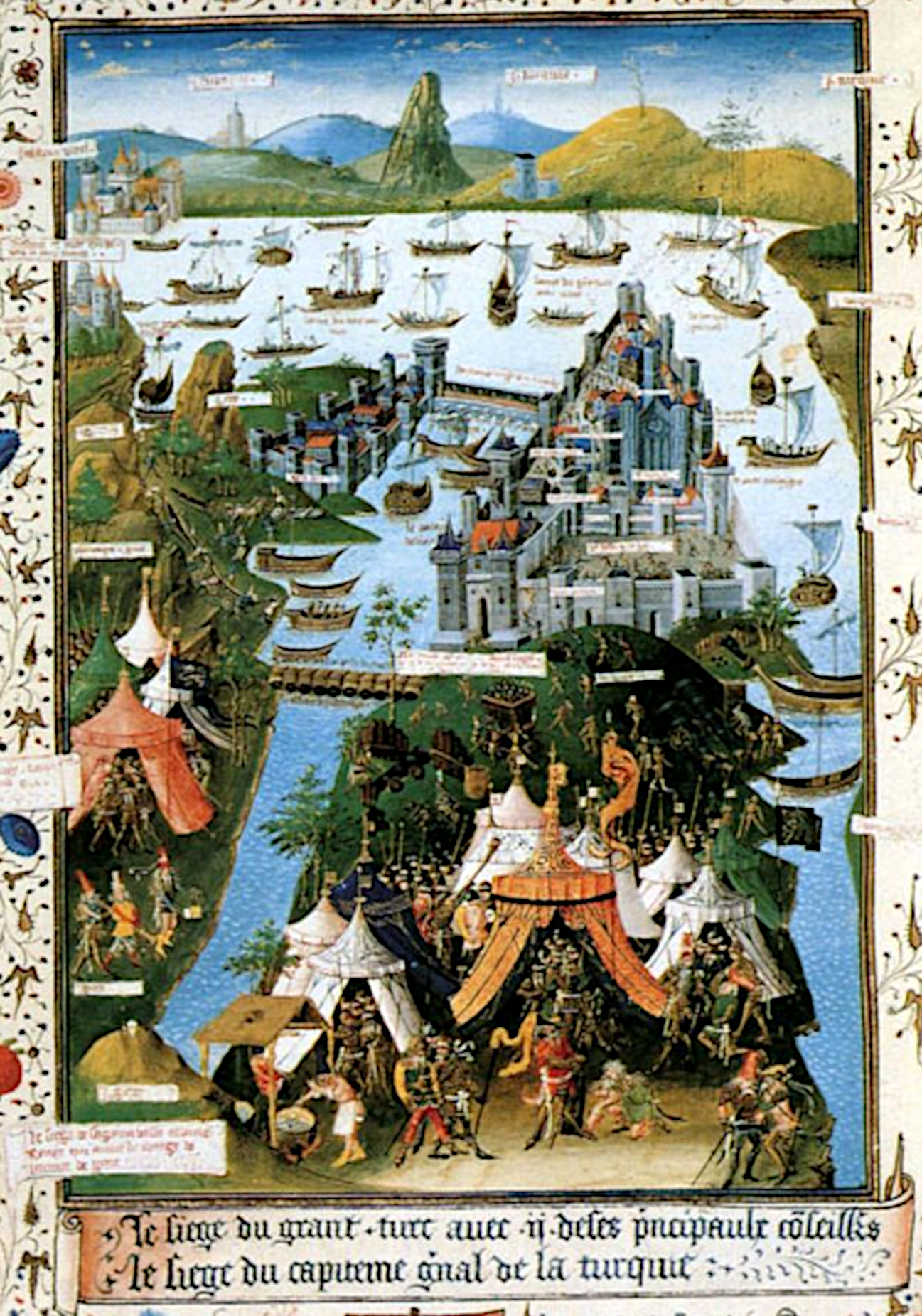
De oorzaak van de vernietiging van de Keizerlijke Bibliotheek van Constantinopel: het beleg en de val van Constantinopel (1453) (Franse miniatuur, na 1455)

De Keizerlijke Bibliotheek van Constantinopel, in de hoofdstad van het Byzantijnse Rijk, was de laatste der grote bibliotheken uit de oudheid. Lang na de vernietiging van de Bibliotheek van Alexandrië en de andere oude bibliotheken, heeft het de kennis van de oude Grieken en Romeinen voor bijna 1000 jaar geconserveerd. Door de jaren heen hebben een reeks branden en oorlogsschade, waaronder de Vierde Kruistocht, het gebouw en haar inhoud geen goed gedaan. De bibliotheek bleef echter bestaan totdat Constantinopel veroverd werd door het Ottomaanse Rijk in 1453 en haar aanzienlijke (overgebleven) inhoud werd geplunderd en deels vernietigd (al zou er nog een eeuw lang een bloeiende handel in manuscripten blijven bestaan richting Europa).

## Oprichting
De bibliotheek is opgericht door Constantius II (die regeerde van 337 tot 361 n.Chr.) om de overgebleven Griekse literatuur over te schrijven en zodoende te bewaren. Eigenlijk was het dus bedoeld als scriptorium. In 372 nam keizer Flavius Julius Valens vier Griekse en drie Latijnse kalligrafen in dienst. De meerderheid van de Griekse klassiekers (75 %), die we vandaag de dag kennen, hebben we te danken aan de Byzantijnse kopieën uit de Keizerlijke Bibliotheek van Constantinopel.

## Geschiedenis
In het oude Griekenland werd het geschreven woord en de meeste literatuur op papyrus geschreven. Toen de papayrus begon te verslechteren kwam er een beweging onder leiding van Constantijn de Grote die wilde dat geschriften voortaan op perkament geschreven zouden worden. Men besloot hiertoe dat voortaan de Heilige Schriften op perkament geschreven zouden worden. De troonopvolger van Constantijn de Grote, Constantius II, zette zijn werk voort. Zijn werk culmineerde in de Keizerlijke Bibliotheek van Constantinopel. Volgens schattingen bevatte de bibliotheek ongeveer 100.000 volumes aan oude geschriften. De beweging werd geleid door Themistios. Hij had de leiding over een groep kalligrafen en bibliothecarissen.